# Robotron KC87
Robotron KC 87, pod punim imenom Kleincomputer robotron KC 87 (KC Kleincomputer, lit. "malo računalo"), 8-bit kućno računalo koje je izašlo na tržište 1987 godine, a proizvodila ju je Istočno Njemačka tvrtka VEB Robotron-Meßelektronik "Otto Schön" Dresden, ova tvrtka je bila dio Kombinata VEB Robotron. Prvi u seriji bio je Robotron Z 9001, koji he izašao na tržište 1984 i koji me bio preimenovan u Robotron KC 85/1 1985. Bez obzira na slična imena, robotronovo kućno računalo nije izravno srodan s porodicom računala KC 85 koje je proizvodila tvrtka VEB Mikroelektronik "Wilhelm Pieck" Mühlhausen.
Porodica računala Robotron KC rabili su mikroprocesor U880, koji je bio kopija mikroprocesora Zilog Z80, s taktom od 2.5 MHz. Tipkovinica je bila intregrirana u glavno kućište računala, a softver se učitavao preko kasetofona. Svi modeli imali su i rubni spojnik preko kojeg je bilo moguće proširiti sklopovlje računala, a i za priključivanje memorijskih modula s aplikacijskim softverom ili neki programski jezik. Robotron KC87 imao je BASIC program prevodilac ugrađen u ROMu, dok kod ranijih modela BASIC se učitavao preko kasete ili se dodavao preko memorijskih modula. Robotron je prodavao softver i razne vanjske jedinice, ali ovo računalo nije bilo rasprostranjeno kod građana, i obično su bila korištena u institucijama, tvtkama ili u školama.
- Robotron Z 9001
- Robotron KC 85/1
- Robotron KC 87 pogled sa strane
- Radno mjesto opremljeno sa sljedećim: Robotron KC 85/1, kasetofonom Geracord 6020 Portable, matrični pisač Robotron K 6313 te ruskim zaslonom Junost-402B